# Államok vezetőinek listája 1042-ben
Ezen az oldalon az 1042-ben fennálló államok vezetőinek névsora olvasható földrészek, majd országok szerinti bontásban.

## Európa
- Angol Királyság – 
  1. Hardeknut király (1040–1042)
  2. Hitvalló Eduárd király (1042–1066)
- Bizánci Birodalom – Zóé császárnő (1028–1050) és Theodóra császárnő (1042) és
  1. V. Mikhaél császár (1041–1042) társuralkodók
  2. IX. Kónsztantinosz császár (1042–1055) társuralkodók
- Bretagne – II. Conan herceg (1040–1066)
- Dánia – 
  1. II. Hardeknut király (1035–1042)
  2. I. Magnus király (1042–1047)
- Duklja – I. Dobroszláv Vojiszláv herceg (1018–1051)
- Gascogne-i Hercegség (Nyugat-Frankföld vazallusa) – II. Bernát herceg (1039–1052)
- Hispania –
  - Barcelonai Grófság – I. Öreg Rajmund Berengár gróf (1035–1076)
  - Kasztíliai Királyság – I. Ferdinánd király (1037–1065)
  - Leóni Királyság – I. Ferdinánd király (1037–1065)
    - Első portugál grófság – III. Mendo gróf (1028–1050)

  - Pamplonai Királyság – V. Nájerai García király (1035–1054)
  - Pallars grófság –
    - Alsó Pallars grófság – III. Rajmund gróf (1011–1047)
    - Felső Pallars grófság – II. Bernard gróf (1035–1049)

  - Ribagorça grófság – Gonzalo király (1035–1043)
  - Táifák – Abu Hazm Dzsahvar ibn Muhammad dzsahvarida vezír (1031–1043)
  - Arab és berber hadúri családok önálló államai jönnek létre.
- Horvát Királyság – I. István király (1030–1058)
- Írország – III. Donnchad főkirály (1022–1064)
  - Connacht – Art Uallach Ua Ruairc király (1030–1046)
  - Uí Maine – Diarmaid mac Tadgh Ua Ceallaigh, Uí Maine királya (1030–1065)
- Kaukázus
  - Grúz Királyság – IV. Bagrat Bagrationi király (1027–1072)
  - Kaheti Hercegség – Gagik herceg (1039–1058)
  - Ani (Örményország) – 
    1. Gargis király (1040/1041–1042)
    2. II. Gagik király (1042–1045)
- Kijevi Rusz – I. Bölcs Jaroszláv fejedelem (1019–1054)  
  - Polocki Fejedelemség – Brjacsiszláv Izjaszlavics fejedelem (1003–1044)
- Lengyelország – I. Kázmér lengyel fejedelem (1035–1058)
- Magyar Királyság – Sámuel király (1041–1044)
- Német-római Birodalom –
  - Areláti Királyság – III. Henrik király (1039–1056)
  - Német Királyság – III. Henrik király (1039–1056)
    - Ausztria – Adalbert őrgróf (1018–1055)
    - Bajorország – 
      1. VI. Henrik herceg (1027–1042)
      2. VII. Henrik herceg (1042–1047)

    - Csehország – I. Břetislav fejedelem (1034–1055)
    - Karintia – IV. Henrik herceg (1039–1047)
    - Kölni Választófejedelemség – II. Hermann érsek (1036–1056)
    - Lotaringia –
      - Alsó-Lotaringia – I. Gozelon herceg (1019–1044)
      - Felső-Lotaringia – I. Gozelon herceg (1033–1044)
      - Fríziai grófság – IV. Dirk holland gróf (1039–1049)
      - Hainaut-i grófság – Hermann gróf (1039–1049)

    - Mainzi Választófejedelemség – Bardo érsek (1031–1051)
    - Meißeni Őrgrófság – II. Ekkehard őrgróf (1031–1046)
    - Svábföld – I. Henrik herceg (1038–1045)
    - Szászország – II. Bernát szász őrgróf (1011–1059)
    - Trieri Választófejedelemség – Poppo érsek (1016–1047)

  - Itáliai Királyság –
    - Amalfi Köztársaság – IV. Guaimar herceg (1039–1052)
    - Aquileia – Poppo pátriárka (1019–1045)
    - Beneventói Hercegség – III. Pandulf herceg (1033–1050)
    - Capuai Hercegség – IV. Pandulf herceg (1026–1050)
    - Gaetai Hercegség – IV. Waimar herceg (1040–1045)
    - Milánó – Ariberto da Intimiano milánói érsek (1018–1045)
    - Nápolyi Hercegség – 
      1. V. János herceg (1036–1042)
      2. V. Sergius herceg (1042–1082)

    - Salernói Hercegség – IV. Guaimar herceg (1027–1052)
    - Spoletói Hercegség – III. Hugó herceg (1035–1043)
    - Toszkána – IV. Bonifác őrgróf (1027–1052)
    - Velencei Köztársaság – Domenico Flabanico dózse (1032–1043)
- Norvégia – I. Magnus király (1035–1047)
- Nyugat-Frankföld – I. Henrik király (1031–1060) 
  - Angoulême-i grófság – Geoffrey gróf (1032–1048)
  - Anjou grófság – II. Kalapács Gottfried gróf (1040–1060)
  - Aquitania – VII. Sólyom Vilmos herceg (1039–1058)
  - Blois-i Grófság – III. Theobald gróf (1037–1089)
  - Champagne – II. István gróf (1037–1047)
  - Flamand grófság – V. Lillei Balduin gróf (1035–1067)
  - Maine-i grófság – IV. Hugó gróf (1036–1051)
  - Namuri Őrgrófság – II. Albert namuri gróf (1031–1063)
  - Normandia – II. Vilmos herceg (1035–1087)
  - Provence – Emma provence-i grófnő (1037–1062)
  - Toulouse-i grófság – Pons toulouse-i gróf (1037–1061)
  - Vermandois-i grófság – I. Ottó gróf (1015–1045)
- Pápai állam – IX. Benedek pápa (1032–1044)
- Skót Királyság – Macbeth király (1040–1057)
- Svédország – III. Anund király (1021/1022–1053)
- Wales
  - Deheubarth – Hywel ab Edwin király (1033–1044)
  - Gwynedd – I. Gruffydd ap Llywelyn király (1039–1063)
  - Powys – Gruffydd ap Llywelyn király (1039–1063)

## Afrika
- Egyiptom – al-Musztanszir fátimida kalifa (1036–1094)
- Etiópia – Jemrehana Kresztosz császár (1039–1079)
- Hammádida Birodalom (Algéria) – Hammád szultán (1028–1054)
- Ifríkija – al-Muizz ibn Badisz zírida emír (1015–1062)
- Marokkó (Tanger és a Ríf környéke) – arab és berber törzsek váltakozó uralma

## Ázsia
- Abbászida Kalifátus
  - Uralkodó – al-Káím kalifa (1031–1075)
  - a hatalom tényleges birtokosa: – Abu Kálídzsár Marzbán (1024–1048)
  - Perzsia – Saraf al-Maálí Anúsírván Manúcsihr zijárida uralkodó (1031–1043)
    - Gorgán és Tabarisztán – Saraf al-Maálí Anúsírván Manúcsihr zijárida emír (1031–1043)
    - Hamadán – Abu Kálídzsár Marzbán buvajhida emír (1024–1048)
    - Transzoxánia – 
      1. Ebu karahánida kán (1032–1042)
      2. I. Mohammed karahánida kán (1042–1052)

    - Kermáni Emírség – Abu Kálídzsár Marzbán buvajhida emír (1028–1048)
- Bizánci Birodalom – Zóé császárnő (1028–1050) és Theodóra császárnő (1042) és
  1. V. Mikhaél császár (1041–1042) társuralkodók
  2. IX. Kónsztantinosz császár (1042–1055) társuralkodók
- Gaznavida Birodalom – Maudúd szultán (1041–1049)
- India
  - Csálukja – 
    1. II. Dzsajaszimha király (1015–1042)
    2. Interregnum (1042–1068)

  - Csola – I. Rádzsendra Csola király (1012–1044)
  - Gudzsarát – I. Bhimdev király (1021–1063)
  - Kamarúpa – Dharmapála király (1035–1060)
  - Malwa – Bhodzs (vagy Bhodzsa) király (1010–1060)
  - Manipur – Kainou Irengba király (983–1073)
  - Pála Birodalom – Naja Pála király (1027–1043)
- Japán – Go-Szuzaku császár (1036–1045)
- Khmer Birodalom – I. Szurjavarman, Angkor királya (császára) (1006–1049)
- Kína – Zsen-cung, Szung császár (1022–1063)
- Kitán Birodalom (Liao-dinasztia) – Hszing Cung császár (1031–1055)
- Korea (Korjo-dinasztia) – Csongdzsong király (1034–1046)
- Szeldzsuk Birodalom – Togril bég (1038–1063) és Csagri bég (1038–1060) társuralkodók
- Nyugati Hszia-dinasztia – Csing-cung császár (1032–1048)